# دالة عملية
دالة العملية  في الفيزياء و الكيمياء (بالإنجليزية:Process function ) هي دالة تعبر عن تغير الحالة من حالة ترموديناميكية معينة إلى حالة ترموديناميكية أخرى، وهي لذلك تعتم على المسار لوصول النظام من حالته الأولى إلى حالته الثانية. لذلك فهي دالة تختص بوصف كيفية تغير نظام ترموديناميكي من حالته الأولى إلى حالته الثانية.
تختلف دالة العملية عن دالة حالة نظام ترمودينميكي (مثل حالة غاز ذو حجم معين، ودرجة حرارة معينة، و ضغط معين) في أن دالة الحالة لا تعتمد على المسار وإنما تعتمد فقط على حالة النظام سواء الحالة الأولي أو الحالة الثانية، أما دالة العملية فهي تعتمد على المسار بين الحالتين .
عن طريق إمداد نظام ترموديناميكي بطاقة (حرارة) من الخارج أو انتزاع حرارة منه تحدث تغير حالة النظام . هذا التغير يتم عن طريق ما أو عملية. وفي الديناميكا الحرارية يكون مقدار الشغل W الذي يؤديه النظام وكمية الحرارة Q المتبادلة بين الحاتين تكونان دالتين للعملية .